# Hyposcada evanides
Hyposcada evanides är en fjärilsart som beskrevs av Richard Haensch 1909. Hyposcada evanides ingår i släktet Hyposcada och familjen praktfjärilar. Inga underarter finns listade i Catalogue of Life.